# Државни удар
Државни удар (фр. coup d'état) или преврат, пуч представља изненадну смену власти у некој земљи, и то противуставним средствима. Најчешће га изводи политичка фракција, војска или неки високи државни званичник. Многи научници сматрају да је државни удар успешан када узурпатори преузму и држе власт најмање седам дана.
Државни удар се разликује од револуције по томе што га изводе људи из саме власти, за разлику од револуције коју изводе широке народне масе.

## Распрострањеност и историја
Према скупу података о државним ударима Клејтона Тајна и Џонатана Пауела, било је 457 покушаја пуча од 1950. до 2010. године, од којих је 227 (49,7%) било успешних, а 230 (50,3%) неуспешних. Они сматрају да су државни удари „најчешћи у Африци и Америци (36,5% и 31,9%). Азија и Блиски исток су доживели 13,1% односно 15,8% укупних глобалних државних удара. Европа је искусила далеко најмање покушаји државног удара: 2,6%.“ Већина покушаја државног удара догодила се средином 1960-их, али је било и великог броја покушаја пуча средином 1970-их и почетком 1990-их. Од 1950. до 2010. године, већина државних удара је пропала на Блиском истоку и у Латинској Америци. Имали су нешто веће шансе за успех у Африци и Азији. Временом се смањио број успешних државних удара.

## Исходи
Успешни државни удари су један од метода промене режима који онемогућава мирну транзицију власти. Студија из 2016. категоризује четири могућа исхода пуча у диктатурама:
- Неуспели државни удар
- Без промене режима, као што је случај када је вођа незаконито избачен са власти без промене идентитета групе на власти или правила за управљање
- Замена актуелнe са другом диктатуром
- Збацивање диктатуре праћено демократизацијом (која се називаju и „демократски удари“)[9]

Једна студија је открила да око половине свих пучева окончаних диктатурама — како током и након Хладног рата — поставља нове аутократске режиме. Нове диктатуре које су покренуте државним ударом укључују више нивое репресије у години која следи након пуча него што је то било у години која је довела до пуча. Једна трећина пучева у диктатурама током Хладног рата и 10% каснијих преврата реконструисали су руководство режима. Демократије су успостављене након 12% хладноратовских преврата у диктатурама и 40% након хладноратовске ере.
Преврати који су се десили у периоду после Хладног рата су вероватније резултирали демократским системима него државни удари пре хладног рата, иако државни удари и даље углавном одржавају ауторитаризам. Државни удари који се дешавају током грађанских ратова скраћују трајање рата.

## Предиктори
Типични примери државног удара су:
- генерала Франка у Шпанији (1936);
- бригадног генерала Боривоја Мирковића у Краљевини Југославији (1941);
- генерала Батисте на Куби (1952);
- пуковника Гадафија у Либији (1969);
- генерала Пиночеа у Чилеу (1973);
- генерала-потпуковника Омара Ел Башира у Судану (1989);
- генерала Исајас Афеверки у Етиопији (1991);
- пуковника Јаија Џаме у Гамбији (1994)
- генерала Мушарафа у Пакистану (1999);
- бригадног генерала Мохамеда Азиза у Мауританији (2008);
- генерала Абдела Фатаха у Египту (2013);
- генерала Мухамед Али Хути у Јемену (2014);
- Емерсона Мнангагве у Зимбабвеу (2017).

Преглед литературе у једној студији из 2016. укључује помињање етничког фракционизма, подржавајуће стране владе, неискуство лидера, спор раст, шокове цена робе и сиромаштво.
Утврђено је да се државни удари појављују у срединама које су под великим утицајем војних сила. Више од наведених фактора је повезано са војном културом и динамиком моћи. Ови фактори се могу поделити у више категорија, при чему су две од ових категорија претња војним интересима и подршка војним интересима. Ако интереси иду у било ком смеру, војска ће се наћи у позицији или да капитализује ту моћ или ће покушати да је поврати.
Често је војна потрошња показатељ вероватноће да ће се државни удар десити. Нордвик је открио да је око 75% пучева који су се десили у многим различитим земљама засновано на војним трошковима и неочекиваним приходима од нафте.

### Замка државног удара
Кумулативни број државних удара је снажан предиктор будућих државних удара. Ова појава се назива замка државног удара. Једна студија из 2014. о 18 земаља Латинске Америке открила је да успостављање отворене политичке конкуренције помаже да се земље извуку из „замке државног удара“ и смањује циклусе политичке нестабилности.

### Тип режима и поларизација
Хибридни режими су подложнији државним ударима него што су то врло ауторитарне или демократске државе. Студија из 2021. године показала је да демократски режими нису имали веће шансе да доживе ударе. Студија из 2015. открива да је тероризам снажно повезан са реорганизационим државним ударима. Студија из 2016. открива да постоји етничка компонента у државним ударима: „Када лидери покушавају да изграде етничке армије или демонтирају оне које су створили њихови претходници, они изазивају насилан отпор војних официра.“ Друга студија из 2016. показује да протести повећавају ризик од пуча, вероватно зато што ублажавају препреке у координацији међу завереницима и чине да је мање вероватно да ће међународни актери кажњавати вође пуча. Трећа студија из 2016. открива да државни удари постају вероватнији након избора у аутократијама када резултати открију изборну слабост актуелног аутократе. Четврта студија из 2016. открива да неједнакост између друштвених класа повећава вероватноћу државних удара. Пета студија из 2016. не налази доказе да су државни удари заразни; један државни удар у региону не доводи до других државних удара у региону који ће вероватно уследити. Једна студија је показала да је већа вероватноћа да ће се државни удари десити у државама са малом популацијом, јер постоје мањи проблеми координације за заверенике.
Једна студија из 2019. је открила да када су цивилне елите поларизоване и изборна конкуренција ниска, цивилно регрутовани државни удари постају вероватнији.
У аутократијама, чини се да на учесталост државних удара утичу правила сукцесије, при чему су монархије са фиксним правилом сукцесије много мање погођене нестабилношћу него мање институционализоване аутократије.
Једна студија из 2014. о 18 земаља Латинске Америке у студији 20. века показала је да законодавна овлашћења председништва не утичу на учесталост пуча.

## Терминологија
Сам термин државни удар потиче од француског израза coup d'état који дословно значи удар на државу и који се користи као стручни термин за државни удар широм света. Настао је од француских речи:
- , што значи изненадни ударац
- , што значи држава

У употреби је и скраћени, али неправилни облик coup.